# Desert Falcon
Desert Falcon è un videogioco sparatutto sviluppato da General Computer Corporation e pubblicato nel 1987 da Atari per Atari 2600 e Atari 7800.

## Modalità di gioco
Desert Falcon è uno shoot 'em up con telecamera isometrica ambientato in Egitto, dal gameplay simile a Zaxxon.